# Капденак Гар
Капденак Гар (фр. Capdenac-Gare) насеље је и општина у јужној Француској у региону Миди Пирене, у департману Аверон која припада префектури Вилфранш де Руерг.
По подацима из 2011. године у општини је живело 4432 становника, а густина насељености је износила 219,3 становника/km². Општина се простире на површини од 20,21 km². Налази се на средњој надморској висини од 163 метара (максималној 421 m, а минималној 156 m).

## Демографија
| 1962. | 1968. | 1975. | 1982. | 1990. | 1999. | 2011. |
| ----- | ----- | ----- | ----- | ----- | ----- | ----- |
| 5.520 | 5.937 | 5.840 | 5.365 | 4.818 | 4.587 | 4.432 |

График промене броја становника у току последњих година